# Sarcophaga synia
Sarcophaga synia är en tvåvingeart som beskrevs av Johnston och Hardy 1923. Sarcophaga synia ingår i släktet Sarcophaga och familjen köttflugor. Inga underarter finns listade i Catalogue of Life.